# Сердце Змеи
«Се́рдце Змеи́» (лат. Cor Serpentis) — научно-фантастическая повесть Ивана Антоновича Ефремова, написанная в 1958 году.
Автор развёрнуто описывает возможность существования планетарной биосферы и высокоорганизованной разумной жизни — человекоподобных существ — с биохимией на основе фтороводорода; размышляет о том, что высокоразвитые цивилизации, способные на космические путешествия, не могут быть агрессивно настроены в силу своего развития.
В соответствии с внутренней хронологией будущего, в произведениях И. А. Ефремова, эта повесть является звеном между романами «Туманность Андромеды» и «Час Быка».
В повести Ефремов полемизирует с Мюрреем Лейнстером и его произведением «Первый контакт», также рассказывающем о встрече двух цивилизаций в космосе, но не доверяющем чужим и опасающимся агрессии экипаже землян. «Сердце Змеи» отличается ярко выраженной гуманистической направленностью, верой в историческое торжество науки и коммунизма.

## Сюжет
Далёкое будущее. Экипаж звездолёта «Теллур» с планеты Земля путешествует по космосу, используя «нуль-пространство». В районе звезды Альфа Змеи (араб. Унук-аль-Хай‎), по соседству со звездой Эпсилон Змеи в созвездии Змеи, он случайно встречает корабль инопланетной цивилизации. Внешне «чужие» весьма похожи на земных людей, но дышат не привычным землянам кислородом, а фтором. Таким образом, непосредственный контакт между двумя цивилизациями опасен как для их организмов, так и для материалов. Оба экипажа, полные доброжелательности, обмениваются информацией и знаниями через прозрачный экран. Понимая, что прямой контакт невозможен, экипажи прощаются, и каждый звездолёт продолжает свой путь.

## Персонажи
- Мут Анг — командир звездолёта «Теллур»;
- Тэй Эрон — помощник командира и главный астрофизик;
- Кари Рам — электронный механик и астронавигатор;
- Афра Деви — биолог;
- Тайна Дан — химик;
- Свет Сим — врач;
- Яс Тин — инженер пульсационных устройств.

## Издания
Повесть впервые была напечатана в 1959 году, в журнале «Юность» (№ 1) и, параллельно, в научно-фантастической антологии «Дорога в 100 парсеков». Впоследствии неоднократно переиздавалась, включалась в авторские сборники и антологии. Была переведена на английский, французский, немецкий, румынский и болгарский языки.

## Радиоспектакль «102 парсека от Солнца», 1967
Радиопьеса Ирины Малец.
Режиссёр записи — Николай К. Макеев. 
Композитор — Виталий Гевиксман.
Инструментальный ансамбль п/у Виталия Гевиксмана.
Исполнители:
- Мут, командир — Юрий Николаевич Пузырёв
- Тэй, помощник командира — Виталий Соломин
- Кари, навигатор — Эрнст Зорин
- Рен, журналист — Роман Денисович Ткачук
- Эдна — Татьяна Николаевна Семичёва
- Афра, биолог — Наталия Николаевна Литвинова
- ведущий — Владимир Ф. Гордеев

## Отклики
По мотивам произведения Л. Лазарев, С. Рассадин, Б. Сарнов написали на Ефремова пародию «Сероводородная Афродита», вошедшую в авторский сборник литературных пародий «Липовые аллеи» 1966 года.
Ставшей классикой повесть указывает в 2024 В. Ларионов. 